# Heterometrus xanthopus
Heterometrus xanthopus (Pocock, 1897) je velice vzácný štír a ještě vzácněji se přiváží do Evropy.

## Areál rozšíření
Vyskytuje se v Indii, Pákistánu.

## Stanoviště
V přírodě obývá lesy a vlhká místa. Jeho jed není nebezpečný. Dorůstá až 17 cm. Patří k tzv. žlutonohým heterometrům nejatraktivnějším štírům rodu Heterometrus. Je klidný a na rozdíl například od Heterometrus cimrmani je aktivní a v teráriu se čile pohybuje a někdy i ve dne. Není dovážen do střední Evropy snad s výjimkou Německa. Je velice atraktivní, snadno se množí a mlád'ata lze dobře odchovat.